# 道の駅サシバの里いちかい
道の駅サシバの里いちかい（みちのえき サシバのさといちかい）は、栃木県芳賀郡市貝町にある栃木県道69号宇都宮茂木線の道の駅である。
周辺は、タカ科サシバの繁殖地である。

## 施設
- 駐車場
  - 小型車：161台
  - 大型車：12台
  - 身障者用：6台
- トイレ（いずれも24時間利用可能）
  - 男：13器
  - 女：11器
  - 身障者用：3器
- 農産物加工所[1]
  - おやじのハンバーグ
  - Premium Gelato みるく
- 農産物直売所 サシバの里直売所
- さと山ふれあいスペース
  - 夢陶房
  - カフェ三四八
  - サシバ亭
- 地域交流館 まちおこしセンター

## 休館日
- 木曜日

## アクセス
- 栃木県道69号宇都宮茂木線 - 登録路線
  - 栃木県道163号黒田市塙真岡線

## 周辺
- 市貝町役場
- 市塙駅